# Agnicourt-et-Séchelles
Agnicourt-et-Séchelles és un municipi francès del departament de l'Aisne, als Alts de França
Forma part de la Communauté de communes du Pays de la Serre.

## Història
L'església del poble és classificat com Monument històric el 1921

## Administració
L'alcalde actual és Patrice Leturque. Ho és des del 2001.

## Demografia
- 1793 - 403 h.
- 1821 - 617 h.
- 1851 - 688 h.
- 1881 - 609 h.
- 1901 - 450 h.
- 1921 - 408 h.
- 1946 - 350 h.
- 1954 - 314 h.
- 1975 - 238 h.
- 1990 - 209 h.
- 1999 - 211 h.
- 2007 - 186 h.
- 2008 - 193 h.[2]

Histogramme

(élaboration graphique par Wikipédia)

## Llocs i monuments
- Església fortificada d'Agnicourt.
- Església fortificada de Séchelles.

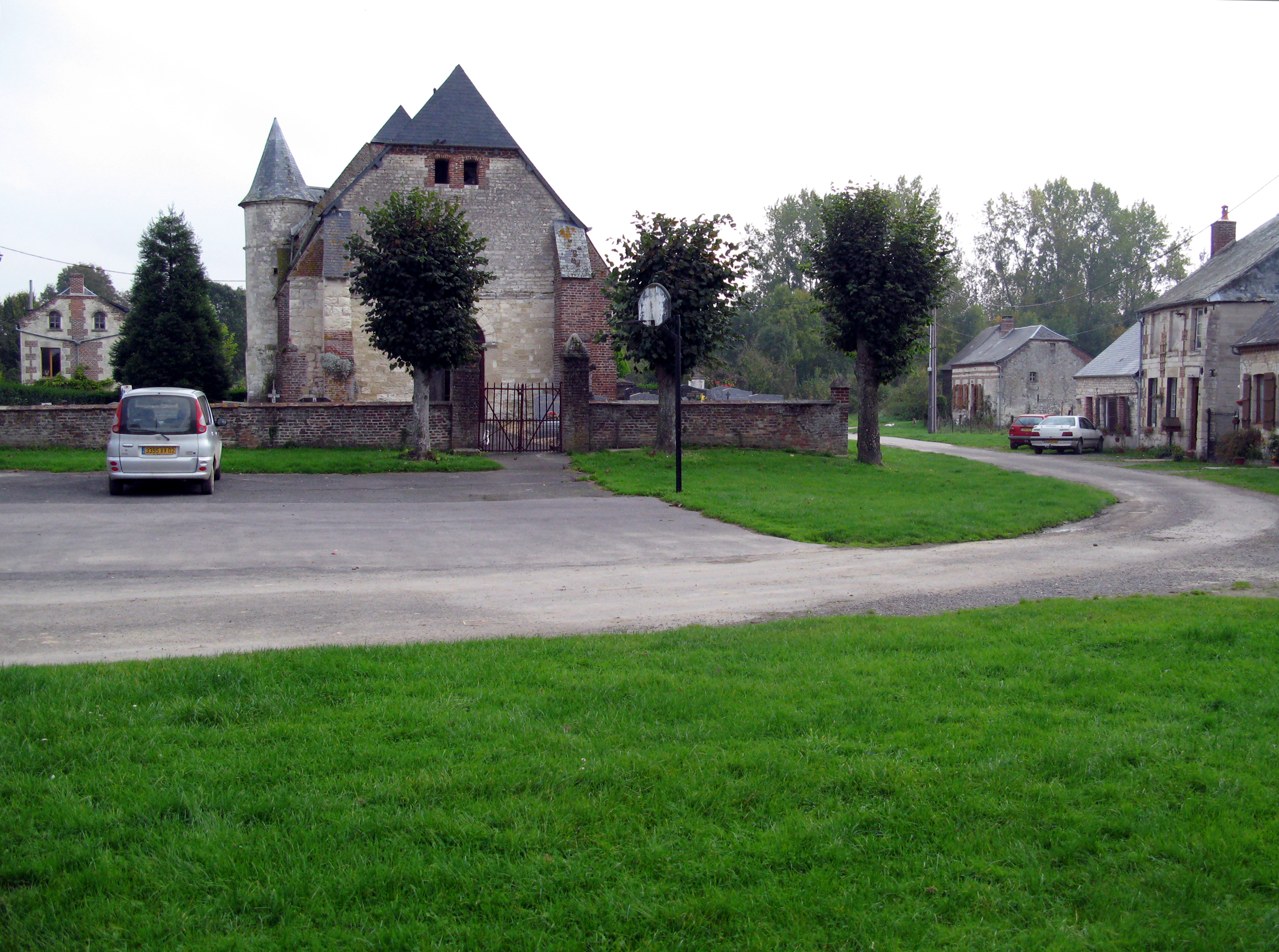
A Séchelles, contràriament a la majoria dels pobles de la regió, l'església està separada de la resta de les cases. La topologia és diferent (poc accidentat) i la manera de defensa dels voltants immediats és un altre